# Hypogées de Fontvieille
Les hypogées de Fontvieille, plus anciennement qualifiés d'hypogées d'Arles, ou plus communément d'hypogées d'Arles-Fontvieille, sont des constructions datées du Néolithique situées sur la commune de Fontvieille dans le département des Bouches-du-Rhône, en France.

## Caractéristiques générales
Respectivement dénommés Hypogée de Bounias, Hypogée de la Source, Hypogée du Castelet (ou d'Arnaud-Castelet), et Hypogée de Cordes (ou Grotte des Fées), auxquels on associe désormais le dolmen de Coutignargues, ces hypogées sont tous situés à proximité immédiate de la montagne de Cordes : l'hypogée de Cordes, le plus grand des quatre est situé dans la partie occidentale et la plus élevée de la crête de cette montagne, en face du plateau du Castelet, où se trouvent les trois autres hypogées. 
Il ne s'agit pas d'hypogées au sens strict puisque les tombes n'ont pas été intégralement creusées dans la roche comme des grottes artificielles, ni de monuments mégalithiques totalement bâtis comme un dolmen, mais d'excavations couvertes de dalles mégalithiques. Ces tranchées comprennent en général trois parties : un couloir d'accès descendant en escalier mène à une antichambre (plus ou moins individualisée selon les cas), puis à une chambre funéraire proprement dite, assez allongée, de forme rectangulaire ou légèrement trapézoïdale vue de dessus. Les dénominations « variables, souvent complexes et embarrassées qui ont servi à définir ce type de monuments, traduisent, de façon très révélatrice, les caractères mixtes de leur architecture ».
Selon Jean Guilaine, leur homogénéité architecturale indique que leur construction fut contemporaine et elle traduit un grand savoir-faire technique. Leur conception architecturale s'apparentant à celle des allées couvertes, ces monuments pourraient avoir été édifiés dans la seconde moitié du IVe millénaire et utilisés tout au long du IIIe millénaire avant notre ère.
Ces quatre hypogées sont classés au titre des monuments historiques,,,.
L'hypogée du Castelet, propriété de la commune de Fontvieille, est le seul monument en accès libre pour le public, les trois autres étant situés sur des propriétés privées.

## Hypogée de Cordes
L'hypogée de Cordes, également appelé Grotte des Fées, ou Hypogée des Fées de Cordes ou encore Épée de Roland, est l'« un des plus impressionnants monuments mégalithiques de l'Europe occidentale ». Bien que son existence fut connue de longue date, l'hypogée est mentionné pour la première fois par Louis Mathieu Anibert dans sa Dissertation topographique et historique sur la montagne de Cordes et ses monumens, parue en 1779. Il a été violé à une époque inconnue, les pilleurs s'étant introduit dans l'édifice par un trou dans le plafond et aucun matériel archéologique n'y a été découvert. Selon Guilaine, l'édifice est surdimensionné pour être une tombe collective et sa position centrale au sommet de la montagne de Cordes, dominant les autres édifices n'est pas anodine, il pourrait ainsi s'agir non pas d'une tombe mais d'un sanctuaire cérémoniel.

### Architecture
C'est le plus grand hypogée français et l'un des plus grands de tout le monde méditerranéen. Il se compose d'un escalier monumental, d'un « narthex » à loges et d'un corridor voûté. L'escalier mesure 10,50 m de long sur 2,70 m de large. Il débouche sur un vestibule constitués de deux espaces symétriques s'ouvrant de part et d'autre de l'axe central. Au fond, une porte cintrée de 2,50 m de hauteur sur 2,65 m de largeur permet d’accéder à un petit corridor de 5,50 m de longueur qui mène à la galerie terminale longue de 25 m et dont la largeur varie de 3,80 m à l'entrée à 2,85 m au fond. Cette galerie est recouverte par des dalles mégalithiques dont l'épaisseur est comprise entre 0,70 m et 1,30 m. L'ensemble de la cavité mesure 42 m de long et s'enfonce à 4 m de profondeur.
Une grande dalle de 7 m de hauteur et 3 m de large, désormais brisée en quatre morceaux, est visible à proximité immédiate de l'hypogée. Elle pourrait correspondre à un ancien menhir indicateur mais sa fosse de calage n'a pas été découverte.

### Folklore
Le caractère monumental de l'édifice lui a valu d'être attribué à des êtres surnaturels (les Fées, la Tarasque) ou réels mais auquel on attribue de grands exploits (Roland de Roncevaux). Constitué d'un long couloir, d'un escalier et de deux pièces rondes, la morphologie générale de l'édifice n'est pas sans rappeler en vue aérienne celle d'une épée médiévale et l'imagination populaire y vit le fourreau de Durandal. Selon d'autres traditions, l'édifice renfermait un trésor caché par les Maures et gardé, selon les versions, par un serpent ou par un druide endormi depuis mille ans.

## Hypogées de Bounias et de la Source
Ils furent découverts fortuitement en 1866, par un certain Bounias, adjoint au maire de Fontvieille et propriétaire des lieux. Fouillés sans la rigueur scientifique nécessaire, cette fouille permit toutefois de recueillir les restes d'une centaine d'individus, confirmant le statut funéraire de ces monuments.

### Hypogée de Bounias
L'hypogée de Bounias a été aménagé sous un tumulus. Son architecture générale s'apparente à celle de l'hypogée de Cordes mais sans son caractère monumental. Les marches de la rampe d'accès de 2,50 m de long permettent d'atteindre un vestibule ou antichambre de 3,70 m de long en partie protégé par la première dalle de la couverture mégalithique. Taillée dans la molasse, la porte mesure 0,50 m d'épaisseur, sa forme est trapézoïdale avec des angles supérieurs arrondis. Elle ouvre sur une galerie de 12,10 m de long sur 2,50 à 2,80 m de hauteur recouverte de sept dalles successives. Le matériel archéologique qui y fut découvert se compose de pointes de flèches, d'une lame en silex, d'une coupelle hémisphérique en céramique et d'un fragment de maillet.

### Hypogée de la Source
C'est le plus petit des quatre hypogées. Il fut ainsi nommé par Paul Cazalis de Fondouce en raison de la présence d'une source, jaillissant au pied de la falaise voisine.
Sa longueur totale atteint 16,60 m. La galerie présente une forme légèrement trapézoïdale allongée et mesure 12 m de longueur pour une largeur de 2,70 m près de l'entrée et 1,90 m au fond, sa hauteur variant entre 2,40 m et 2,45 m. Il était recouvert par sept dalles mégalithiques parfaitement ajustées dont la quatrième porte des motifs gravés : une douzaine de cupules, quelques tracés curvilignes et une curieuse représentation sub-circulaire à quatre rayons prolongée par une longue tige recourbée. L'ensemble était enfoui sous un tumulus de 38 m de diamètre délimité par une tranchée creusée dans la roche reconnue sur une dizaine de mètres par Fernand Benoit sur son côté ouest/nord-ouest. Les orthostates ancrés dans cette tranchée de calage, constituant le péristalithe destiné à contenir le remblai, ont aujourd'hui disparu, mais quelques-uns ont été décrits par Jacques Latour en 1952.
L'édifice fut à nouveau fouillé par Marius Huart, directeur du musée Lapidaire d'Arles en 1876. Il y découvrit, outre des ossements, une petite hache polie, des pointes de flèches, des tronçons de lames, deux canines de renard perforées, un perçoir en silex beige-gris qualifié de « chasséen » par Arnal et Latour, une pendeloque en serpentine, huit perles subconiques allongées en stéatite, une perle olivaire en marbre jaspé vert-clair, une perle subconique et trois petits fragments de plaque en cuivre, un poinçon en tibia de lapin et divers tessons de poteries plus ou moins grossières dont un comportant une anse à double mamelon.

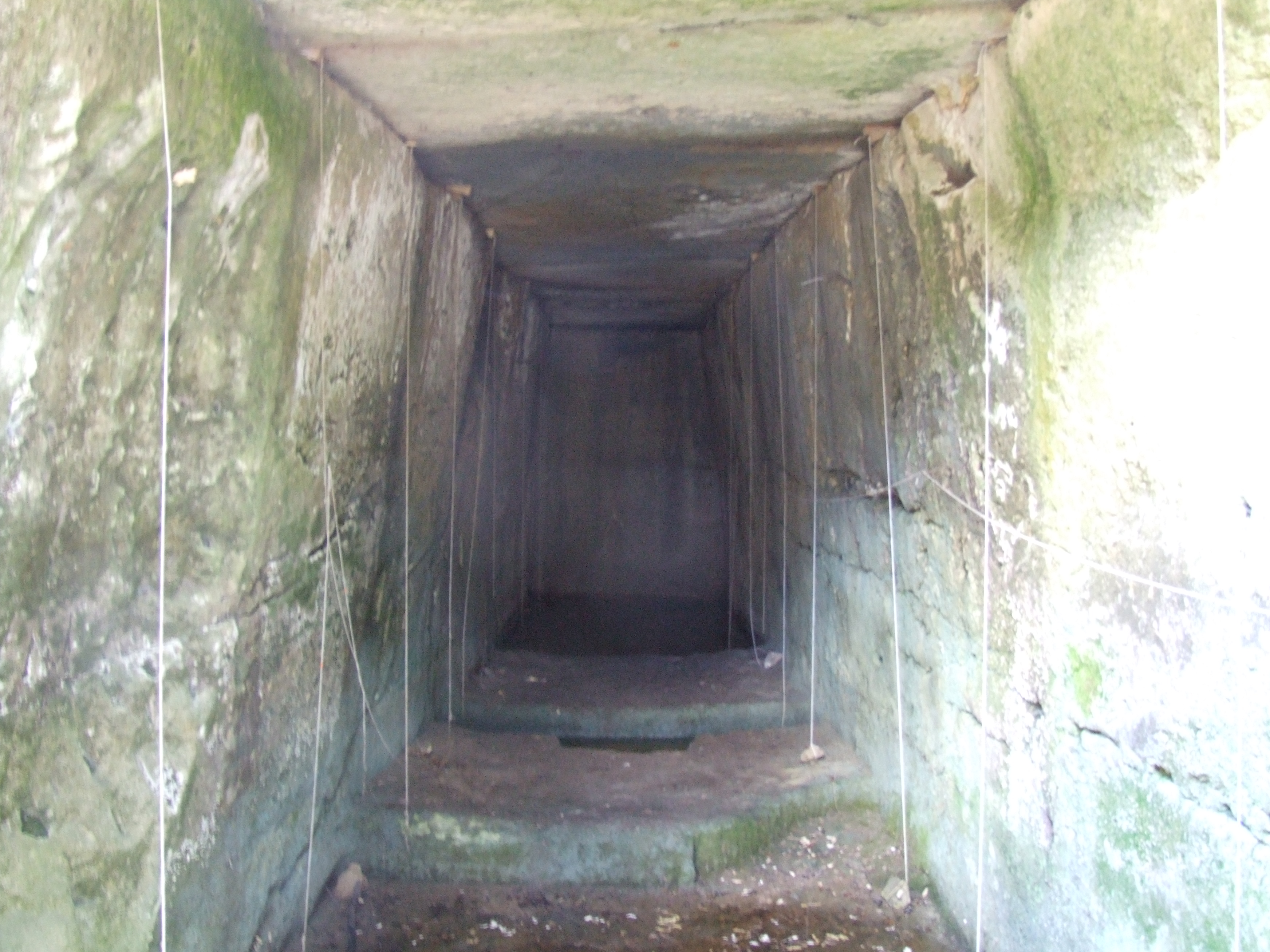
Galerie souterraine de l'hypogée du Castelet.

## Hypogée du Castelet
Il est aussi appelé « grotte Arnaud », du nom de la famille propriétaire des lieux lors de sa découverte, ou encore « grotte du Fabre (ou Faure) » (Le « faure » désigne le forgeron en occitan),. 
Il se singularise des trois autres hypogées par sa rampe d'accès en forme de demi-pirogue, en pente douce. La galerie mesure 10,80 m de longueur. 
Bien que signalé dès le XVIIIe siècle par Véran, il ne fut fouillé méthodiquement qu'en 1876 par Paul Cazalis de Fondouce. Ces fouilles livrèrent  de très nombreux ossements humains, correspondant à une centaine d'individus distincts, dont une vertèbre percée d'une flèche, et un mobilier archéologique très abondant composé de perles (584 en stéatite, 114 en variscite, 1 en or), d'armatures de flèche, javelots et un brassard d'archer. L'ensemble du mobilier recueilli est conservé au musée de l'Arles antique.